# Chapelle Sainte-Barbe de Burnontige
Pour les articles homonymes, voir chapelle Sainte-Barbe.
La chapelle Sainte-Barbe est une chapelle de l'Église catholique située dans le village de Burnontige appartenant à la commune de Ferrières au sud de la province de Liège en Belgique. La chapelle est classée au patrimoine culturel immobilier de la Région wallonne.

## Localisation
La chapelle se trouve au carrefour de cinq voiries du village ardennais de Burnontige : la rue de la Chapelle, Fosse du Loup, Mon Lecomte, la rue Sainte-Barbe et La Picherote. Elle est entourée par quelques arbres remarquables et séculaires.

## Description

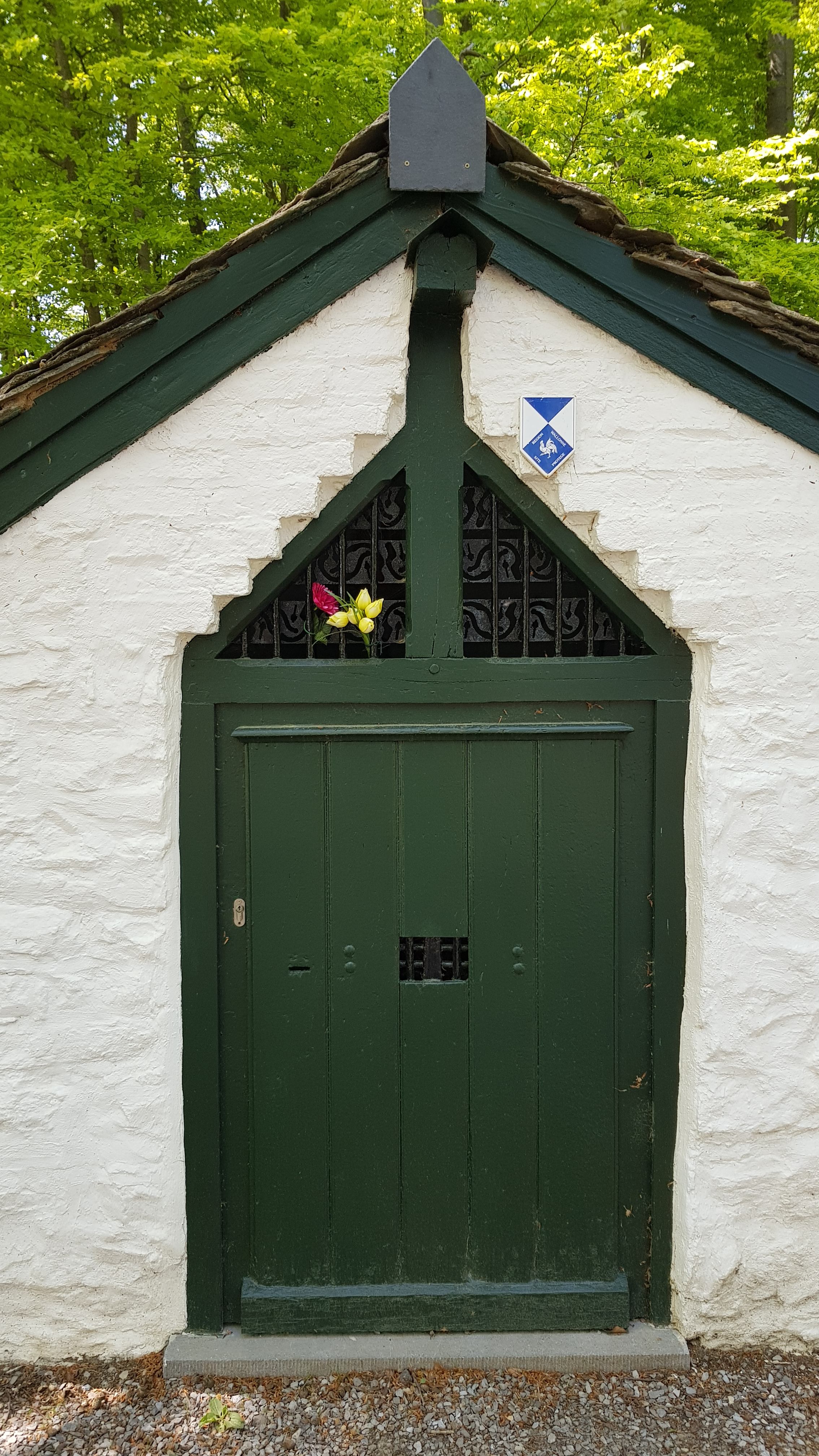

Bâtie en moellons de grès de la région blanchis, la chapelle, de dimension modeste (base d'environ 2 m sur 2,5 m), se compose d'une seule nef et d'un chevet plat. La seule ouverture du bâtiment est la porte d'entrée en bois surmontée d'une originale imposte triangulaire avec briques placées en gradins. La toiture est recouverte de cherbins, de grandes ardoises brutes en provenance des carrières du hameau des Forges près de Chevron.

## Histoire
La chapelle est citée dès 1868 mais est certainement plus ancienne et pourrait avoir été construite en 1784. Elle a fait l'objet d'une restauration en 2016. À proximité de l'édifice, un vieux hêtre a été abattu en janvier ou février 2016 et un tilleul le 23 juillet 2020.

## Classement
La chapelle est reprise depuis le 14 septembre 1983 et le 4 janvier 1993 sur la liste du patrimoine immobilier classé de Ferrières.

## Source et lien externe
- Mini-Ardenne